# Rychle a zploštile
Rychle a zploštile je 15. díl 7. řady amerického animovaného seriálu Futurama. Ve Spojených státech měl premiéru 19. června 2013 na stanici Comedy Central a v Česku byl poprvé vysílán 30. prosince 2014 na Prima Cool.

## Děj
Posádka Planet Expressu dostane za úkol doručit zásilku. Při vzletu se však jejich vesmírná loď porouchá, spadne na zem, zničí se a je odtažena na vrakoviště. Profesor Farnsworth se však v noci na vrakoviště vplíží a ze zničené lodi vytvoří moderní výkonnou turbo loď. Po cestě z vrakoviště jel velmi pomalu a proto byl vyzván na závod. Začala jej však pronáskledovat policie a profesor se rozhodl využít tzv. dimenzionálního driftu a jeho soupeři mu nabídli, aby se stal členem jejich gangu. Mezitím Leela pro Planet Express koupila novou bezpečnou loď ve tvaru krychle bez oken, která všechno udělá za ně. Leela se potká se s profesorem a vyzve jej na závod na Möbiově smyčce. Profesor během závodu použije svůj dimenzionální drift, čímž se však omylem dostane do protisměru a srazí se s Leelou a Fryem v jeden plochý disk. Profesor, Leela, Fry a Bender se tak ocitnou ve druhé dimenzi, tedy 2D světě, ve kterém se mohou pohybovat pouze po osách X a Y, nikoliv Z. Následně zjistí, že jejich zažívací ústrojí v této dimenzi nemůže fungovat, takže začali hledat způsob, jak se z ní dostat pryč. V profesorově lodi se jim podaří dosáhnout dostatečné rychlosti, aby mohli opět provést dimenzionální drift a dostat se zpět do třetí dimenze, což se jim povede.

## Kritika
Díl od kritiků obdržel vesměs kladné recenze. Zack Handlen z The A.V. Club dal tomuto dílu známku B+ a uvedl, že zápletka dílu „není špatná“. Max Nicholson z IGN označil díl jako „dobrý“ a ohodnotil jej 7,3 body z 10, přičemž řekl, že díl měl „jedinečný a slibný nápad“.